# Caddo Mills
Caddo Mills est une ville du comté de Hunt, dans l’État du Texas, aux États-Unis.

## Histoire
Caddo Mills a été fondée à la fin des années 1850.

## Source de la traduction
- (en) Cet article est partiellement ou en totalité issu de l’article de Wikipédia en anglais intitulé « Caddo Mills » (voir la liste des auteurs).